# Estero Quilpué
Estero Quilpué är ett vattendrag i Chile.   Det ligger i regionen Región de Valparaíso, i den södra delen av landet, 80 km norr om huvudstaden Santiago de Chile.
Runt Estero Quilpué är det i huvudsak tätbebyggt. Runt Estero Quilpué är det ganska glesbefolkat, med 29 invånare per kvadratkilometer.